# Under the Yoke
Under the Yoke é um filme mudo norte-americano de 1918, do gênero drama, dirigido por J. Gordon Edwards e estrelado por Theda Bara. É baseado no conto "Maria of the Roses", de George Scarborough.
Under the Yoke foi lançado no Brasil com o título Captiveiro em 8 de Novembro de 1919.

## Elenco
- Theda Bara como Maria Valverda
- G. Raymond Nye como Diablo Ramirez
- Albert Roscoe como Capitão Paul Winter
- Edwin B. Tilton como Don Ramon Valverde

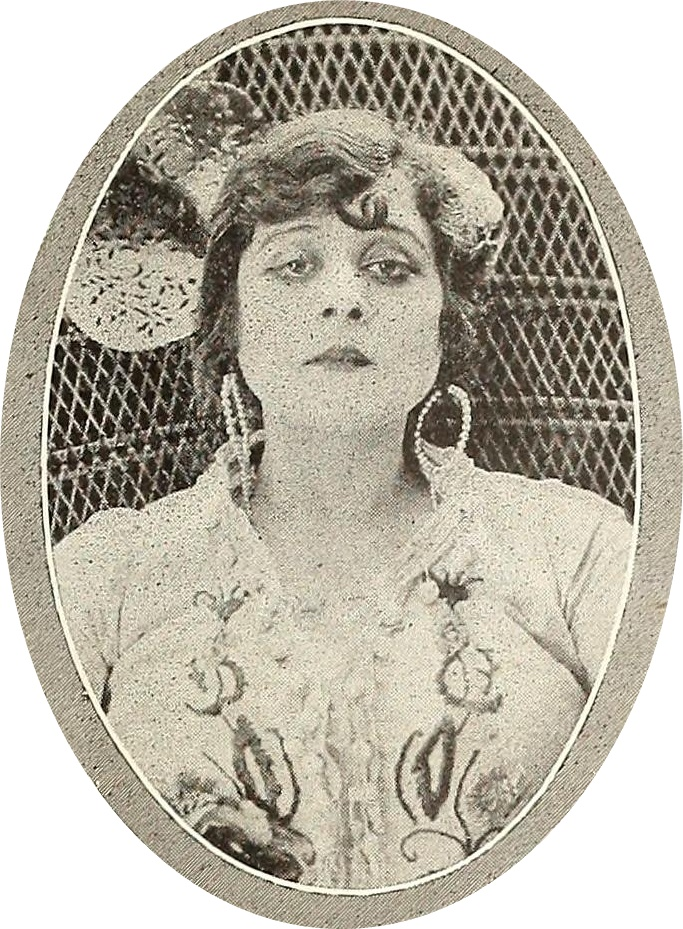
Theda Bara em Under the Yoke.

- Carrie Clark Ward como Duenna

## Recepção

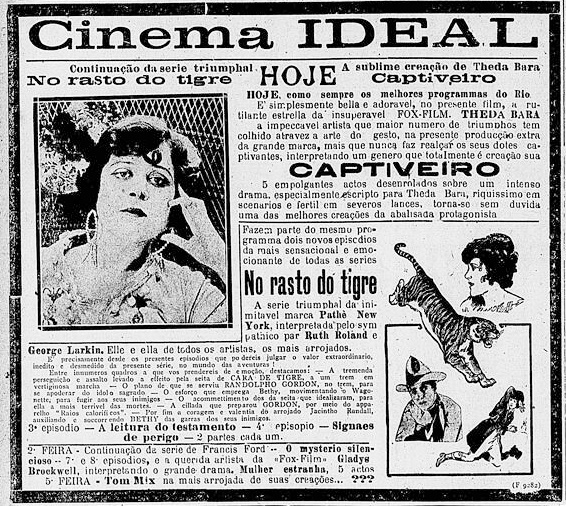
O filme No Captiveiro (Under the Yoke) na revista Correio da Manhã (RJ) no Brasil.

Como muitos filmes americanos da época, Under the Yoke estava sujeito a restrições e cortes por órgãos de censura de filmes municipais e estaduais. Por exemplo, o Chicago Board of Censors cortou, no Reel 3, a execução de Don Ramon, Reel 4, cena entre Maria e Diablo em que ele a beija no ombro, e exigiu que três cenas de tortura de um soldado americano fossem encurtadas.

## Estado de conservação
O filme atualmente é considerado perdido.